# Westminster Central Hall

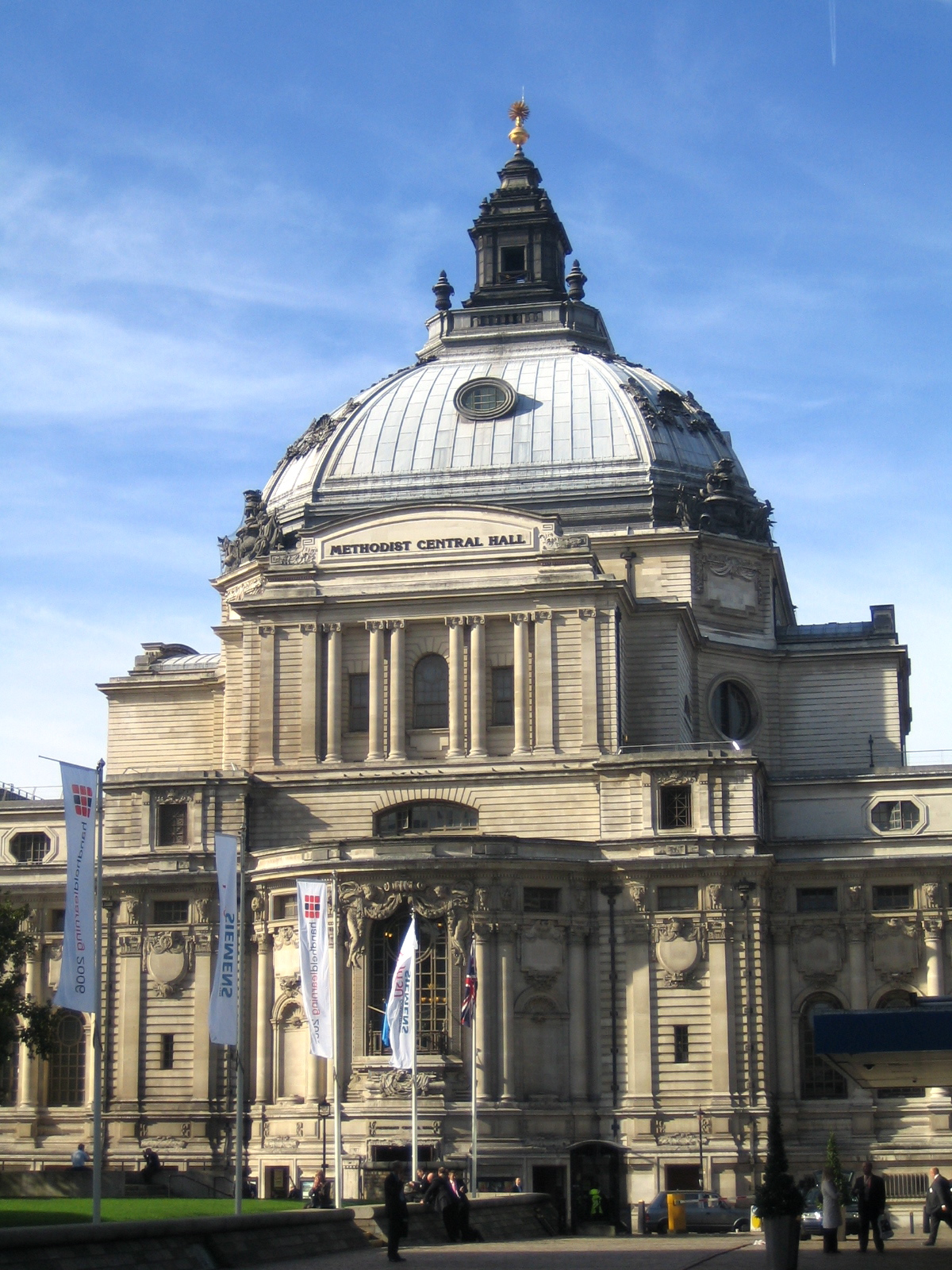
Westminster Central Hall

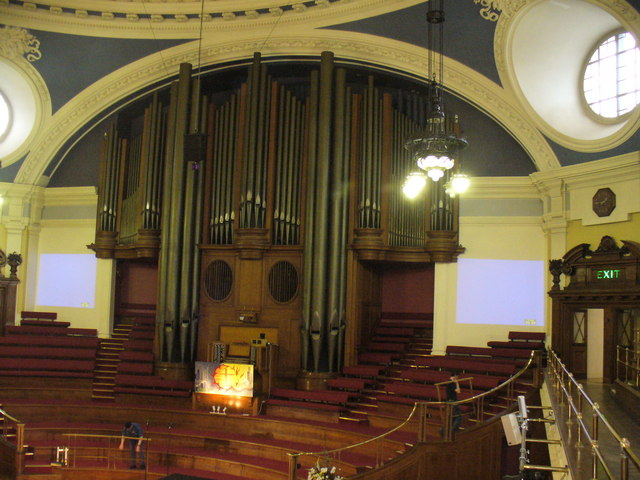
Blick auf die große Orgel

Westminster Central Hall, Westminster Methodist Hall oder  Methodist Central Hall Westminster ist ein Gebäude in London, England. Es liegt an der Victoria Street, direkt am Parliament Square, neben dem Elizabeth II Conference Centre und gegenüber Westminster Abbey.
Es handelt sich um ein Mehrzweckgebäude: Es ist eine methodistische Kirche, ein Konferenz- und Ausstellungszentrum, eine Kunstgalerie und ein Bürogebäude und stellt zugleich eine Touristenattraktion dar. Die »Great Hall« bietet bis zu 2352 Menschen Platz.

## Geschichte
Die Methodist Central Hall wurde 1912 als Denkmal anlässlich John Wesleys einhundertsten Todestages auf dem Grundstück des Royal Aquarium, Music Hall und Imperial Theatre errichtet, einem Veranstaltungsgebäudekomplex der von 1876 bis 1903 bestand.
Zum Bau der Central Hall trugen etwa 1.025.000 Spender bei, die zwischen 1898 und 1908 den 'Wesleyan Methodist Twentieth Century Fund' (oder auch 'Million Guinea Fund' genannt) einzahlten. Das Ziel dieser Stiftung war es eine Million Guineas von einer Million Methodisten zu sammeln.
In der Central Hall fand das erste Treffen der Vereinten Nationen im Jahr 1946 statt.
Von 1932 bis 2000 diente die Methodist Central Hall Westminster als Zentrale der Methodist Church of Great Britain.

## Orgel
Die Orgel wurde 1912 von dem Orgelbauer Arthur Hill erbaut. 1968 bis 1970 wurde die Orgel von den Orgelbauern Rushworth & Dreaper reorganisiert und erweitert, und zuletzt 2011 von den Orgelbauern Harrison & Harrison überholt. Das Instrument hat 57 Register (4731 Pfeifen) auf vier Manualen und Pedal. Die Spieltrakturen sind elektropneumatisch, die Registertrakturen sind elektrisch.
| I Choir C–c4     |        |
| Open Diapason    | 8′     |
| Stopped Diapason | 8′     |
| Salicional       | 8′     |
| Principal        | 4′     |
| Open Flute       | 4′     |
| Nazard           | 2 ⁄3′  |
| Fifteenth        | 2′     |
| Flageolet        | 2′     |
| Tierce           | 1 3⁄5′ |
| Larigot          | 1 ⁄3′  |
| Mixture III      |        |
| Trumpet          | 8′     |
|                  |        |
| Tremulant        |        |

| II Great C–c4        |       |
| Double Open Diapason | 16′   |
| Open Diapason No I   | 8′    |
| Open Diapason No II  | 8′    |
| Open Diapason No III | 8′    |
| Clarabella           | 8′    |
| Octave               | 4′    |
| Principal            | 4′    |
| Hohl Flute           | 4′    |
| Twelfth              | 2 ⁄3′ |
| Fifteenth            | 2′    |
| Mixture IV           |       |
| Contra Trombone      | 16′   |
| Trumpet              | 8′    |
| Octave Trumpet       | 4′    |

| III Swell C–c4   |     |
| Cone Gamba       | 16′ |
| Open Diapason    | 8′  |
| Lieblich Gedeckt | 8′  |
| Gamba            | 8′  |
| Voix Céleste     | 8′  |
| Principal        | 4′  |
| Lieblich Flute   | 4′  |
| Flageolet        | 2′  |
| Mixture III      |     |
| Oboe             | 8′  |
| Vox Humana       | 8′  |
|                  |     |
| Tremulant        |     |
|                  |     |
| Contra Fagotto   | 16′ |
| Cornopean        | 8′  |
| Clarion          | 4′  |

| IV Solo C–c4       |    |
| Harmonic Flute     | 8′ |
| Concert Flute      | 4′ |
| Piccolo            | 2′ |
| Viol d’Orchestre   | 8′ |
| Voix Célestes      | 8′ |
| Clarinet           | 8′ |
| Orchestral Oboe    | 8′ |
|                    |    |
| Tremulant          |    |
|                    |    |
| French Horn        | 8′ |
| Orchestral Trumpet | 8′ |
| Tuba               | 8′ |

| Pedal C–g1     |                                      |
| Contra Violone | 32′                                  |
| Major Bass     | 16′                                  |
| Open Diapason  | 16′ (Tr. Great)                      |
| Violone        | 16′ (Ext. 32')                       |
| Contra Gamba   | 16′ (Tr. Swell)                      |
| Bourdon        | 16′                                  |
| Principal      | 8′                                   |
| Flute          | 8′ (Ext. Bourdon 16')                |
| Fifteenth      | 4′                                   |
| Stopped Flute  | 4′ (Ext. Bourdon 16')                |
| Mixture IV     |                                      |
| Contra Posaune | 32′ (Ext. Contra Trombone 16' Great) |
| Posaune        | 16′ (Tr. Great)                      |
| Trombone       | 16′                                  |
| Contra Fagotto | 16′ (Tr. Swell)                      |
| Trumpet        | 8′ (Ext. Trombone 16')               |

- Koppeln
  - Normalkoppeln: I/II, III/I, III/II, IV/I, IV/II, IV/III, I/P, II/P, III/P, IV/P.
  - Sub- und Superoktavkoppeln: III/III, IV/IV. Unison off III, Unison off IV (Äquallage ab).
- Weitere Spielhilfen: Schwelltritte für III (Swell) und IV (Solo, außer Tuba 8'); 8 General Combinations (x 256 Speicherebenen) und 8 Divisional Combinations für jedes Teilwerk; Sequenzer vor- und rückwärts.